# Cuvier-malgasleguán
A Cuvier-malgasleguán (Oplurus cuvieri) Madagaszkáron honos leguánfaj. Az Opluridae család legnagyobb méretű képviselője. 

## Megjelenése
Hossza mintegy 35 cm. Színe szürkésbarna rejtőszín, melyet apró fehér foltok tarkítanak. Nyakán felülről széles, fekete, gallérszerű sáv található. A nőstények fakóbb színezetűek a hímeknél. Testfelépítése erőteljes, lapított; feje zömök. Farka viszonylag rövid, a pikkelyek egész hosszában tüskéket alkotnak.        

## Előfordulása és életmódja

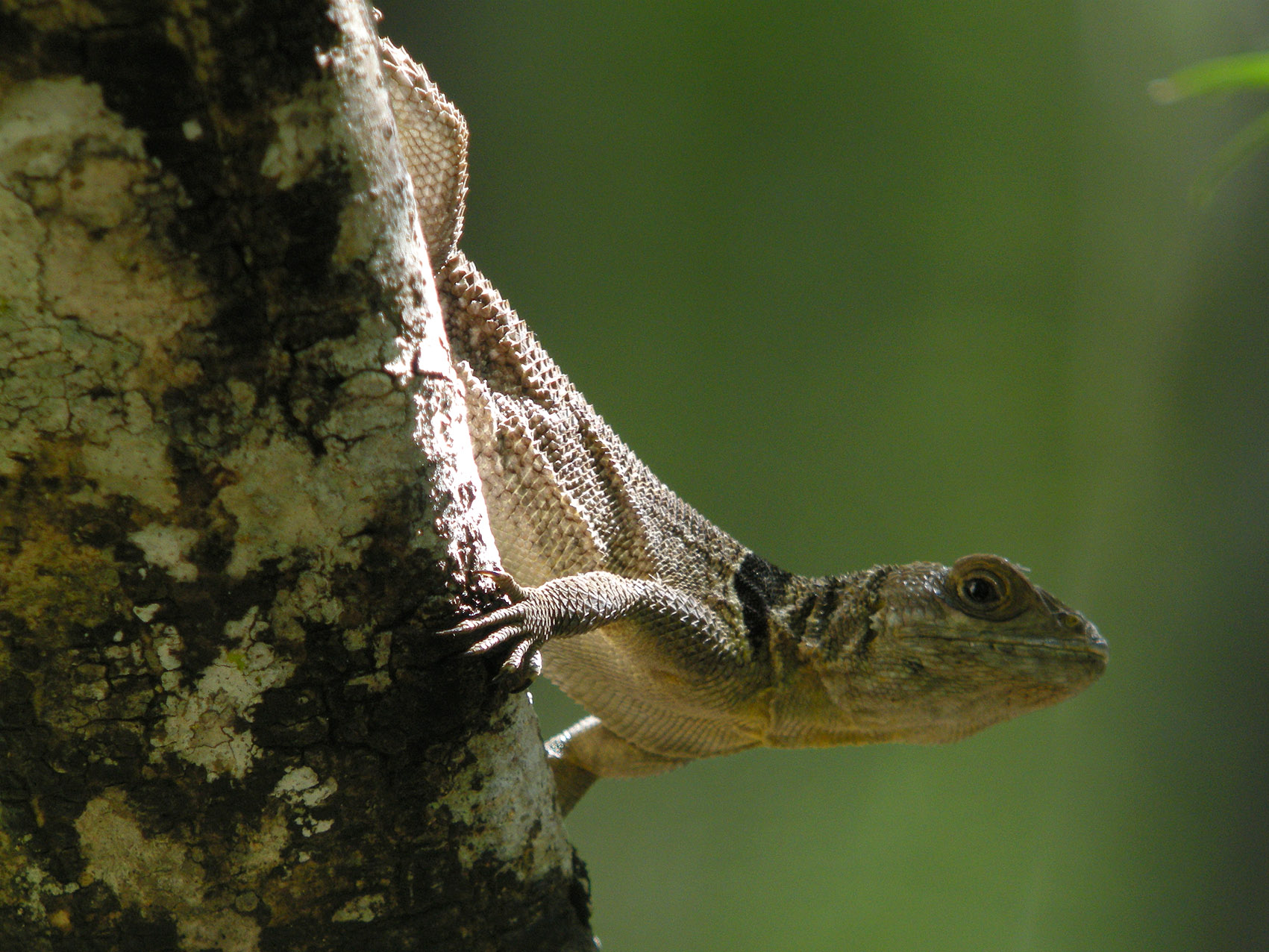

A Cuvier-malgasleguánnak két alfaja létezik, az O. cuvieri cuvieri Madagaszkár északnyugati és középső részén él; az O. cuvieri comorensis a Comore-szigetekhez tartozó Grand Comore szigetének lakója. Utóbbi helyen csak egy kis, sziklás területre visszahúzódott populációja található, melyet a helyi lakosok és a telepes agáma térhódítása is veszélyeztet. Madagaszkáron viszont a nyugati erdők leggyakoribb gyíkfaja, mind az esőerdőkben, mind a szárazabb fás területeken előfordul.
Rovarevő, zsákmányára fatörzsekre, ágakra felkapaszkodva, mozdulatlanná meredve les. A fakérgen vagy a földön közel kerülő rovarokra villámgyorsan ráront. Megfigyelték, hogy szívesen helyezkedik el a hangyák útvonala mellett vagy fölött és a közlekedő dolgozókat egyesével elkapkodja. Időnként növényeket, például virágokat is eszik.
Ha ragadozó fenyegeti, a gyík egy üregbe vagy hasadékba menekül, amelynek bejáratát tüskés farkával torlaszolja el. 

## Szaporodása
A nőstény az esős évszak kezdetén rakja le 2-5 tojását egy talajba ásott, kb. 12 cm mély üregbe. Bár a leguán igyekszik befedni a tojásokat homokkal és falevelekkel, azok mégis gyakran a kígyók zsákmányául esnek. Egyébként a tojások a 29-31 °C-os hőmérsékleten 60-70 nap alatt kelnek ki. 

## Természetvédelmi helyzete
A Cuvier-malgasleguán madagaszkári alfajának életterét az erdőirtás folyamatosan csökkenti, de nagy területen és nagy egyedszámban fordul még elő, így nem veszélyeztetett. A Grand Comore-n élő alfajt viszont a kihalás fenyegeti, már csak egy alig 10 km²-es területen található meg. 